# Félix Welkenhuysen
Félix Welkenhuysen (* 12. Dezember 1908 in Saint-Gilles; † 20. April 1980) war ein belgischer Fußballspieler auf der Position eines Abwehrspielers.

## Laufbahn

### Verein
Welkenhuysen war ausschließlich bei Royale Union Saint-Gilloise aktiv. Zwischen 1926 und 1943 erzielte er neun Tore in 245 Spielen. Er gehörte zur legendären Union 60, die zwischen Januar 1933 und Februar 1935 in 60 aufeinander folgenden Ligaspielen der Ersten Division ungeschlagen blieb. In diesem Zeitraum gewann er mit seinem Club dreimal in Folge die belgische Meisterschaft.

### Nationalmannschaft
1934 bestritt Welkenhuysen vier Spiele für die belgische Nationalmannschaft, in denen er ohne Torerfolg blieb. Er stand im belgischen Aufgebot für die Fußball-Weltmeisterschaft 1934, bei der er im Spiel gegen Deutschland als Mannschaftskapitän zum Einsatz kam.

## Erfolge
- Belgischer Meister (3): 1933, 1934, 1935